# نوربرت وایسر
نوربرت وایسر (آلمانی: Norbert Weisser؛ زادهٔ ۹ ژوئیهٔ ۱۹۴۶) فیلم‌نامه‌نویس و بازیگر اهل آلمان است.
از فیلم‌ها یا برنامه‌های تلویزیونی که وی در آن نقش داشته‌است می‌توان به بریکینگ بد، دروازه بهشت، قطار سریع‌السیر نیمه‌شب، فرشتگان و شیاطین، موجود، آلیاس، فهرست شیندلر، چاپلین، تیکر، کاپیتان آمریکا، رؤیاهای رادیواکتیو، موشک‌زن، فریب، جاده‌ای به جهنم، سه رفیق، شعبده‌بازی، جاده‌ای به ولویل، آدرنالین و قصه‌های باستانی امپراطوری اشاره کرد.